# 2022年韩国首都圈水灾
2022年韩国首都圈水灾（：／），当地时间2022年8月8日起，韩国京畿道地区遭遇特大暴雨，一小时降雨量达到141.5毫米，降雨量达到韩国1942年以来最高纪录。大雨导致多条道路桥梁被淹没，多条地铁停运，地铁站被淹，交通陷入瘫痪，大量车辆被水淹没，部分地区出现停电。其中以首都圈江南地区受灾最为严重，暴雨引发的洪灾淹没了首尔地区众多地下室住宅，居住在首尔市冠岳区半地下室住宅的一家三口因洪水所困最终丧生。截止至当地时间8月14日，暴雨引发的自然灾害已造成14人死亡，其中包括两名中国公民，18人受伤，及6人失踪。

## 背景
2022年7月底至8月初期间，西太平洋的副熱帶高壓较常年同期强度偏强、位置偏北，来自太平洋的暖湿气流不断输送至朝鲜半岛。与此同时，在中国东北地区附近有一个显著偏强的冷涡，持续为朝鲜半岛输送南下的冷空气。两股气流于中国北方以及朝鲜半岛中部地区一带汇合，形成较强的东西向雨带，并为韩国首都圈地区带来超出预期强度的强降水。

## 降雨过程

### 8月8日
本轮降雨自8月7日起开始，8日凌晨3点增大，西海五岛率先发布大雨警报。到上午6点，仁川江华岛、江原道华川郡、京畿道铁原郡、坡州市、涟川郡发布大雨警报。6点左右，大雨警报扩大至仁川广域市全市、首尔、京畿道北部、江原道北部。7点30分，行政安全部启用中央灾难安全对策本部，同时将危机警戒级别从关注提升到注意。9时30分，江原道铁原郡和京畿道涟川郡发布了首个大雨预警。10时30分，仁川甕津郡发布了暴雨预警，仁川江华郡、京畿道坡州市、杨州市、抱川市、东豆川市、金浦市发布了暴雨警报，范围向南扩展。11点，京畿道其他地区陆续发布了暴雨警报，范围到京畿道全境。
整个白天的降雨量很大，每小时超过80毫米，主要集中在仁川和京畿道北部。到中午12点，仁川广域市全境和京畿道加平郡发布了暴雨警报，江原道中部和南部近乎全部发布了暴雨警报。截至中午12点，涟川郡新西面累计降雨量达169.5毫米，抱川市官仁面达137.0毫米，铁原郡东松邑长兴里达135.5毫米，江原道及京畿道北部各地超100毫米。中午12点50分，暴雨警报发布区域扩大到首尔汉江以南地区和京畿道中部部分地区，包括义王市、军浦市、安养市、富川市、始兴市、安山市、果川市、光明市。下午1点10分，京畿道楊平郡、廣州市、華城市、河南市、城南市发布暴雨警告。下午4时40分，首尔全境和京畿道南楊州市、九里市、议政府市、高阳市发布暴雨警报。
到了晚间，以首尔南部为中心，每小时降雨量均突破100毫米，其中以铜雀区新大方第1洞最猛烈，当晚9点5分开始的1个小时内降下141.5毫米，打破1942年118.6毫米的首尔小时降雨量纪录。与此同时，江南区从当晚9点34分开始的1个小时内降了116毫米，与1964年9月创下的第二高小时降雨量持平。晚上9点，暴雨警告扩大至仁川翁津郡和京畿道南部的汝州市、利川市、龙仁市、乌山市、水原市。晚上9时30分，中央灾害安全对策本部将紧急相应级别从第一阶段升为第二阶段，危机警报级别从注意上调至警戒。晚上10点40分，警报扩大至江原道横城郡。 晚上11点40分，京畿道平泽市、安城市发布暴雨警报，至此首爾都市圈全境发布暴雨警报；忠清南道瑞山市、唐津市、泰安郡也发布暴雨警报。至当晚为止，首尔乃至整个首尔都市圈都出现密集降雨，其中铜雀区新大方洞到当晚11点累积了380毫米的降雨量。到午夜时分，首尔降雨量达381.5毫米，打破1920年8月单日最大降水量354.7毫米的纪录。

### 8月9日
凌晨1点，行政安全部将中央灾难安全对策本部的紧急级别从2级升为3级，危机警戒级别从警戒级别提升到严重级别。凌晨1点10分，大雨警报扩大到江原道平昌郡平昌平原地区。凌晨4点，江原道洪川郡洪川平原也发布了大雨警告。 凌晨4点30分，江原道原州市发布了大雨预警。
从当天午夜开始，降水带向南移动，大雨开始影响忠清地区。上午6时40分，忠清北道镇川郡发布大雨预警。上午7点，忠清北道阴城郡、堤川市、忠州市、忠清南道牙山市、天安市发出大雨警报。下午3时30分，随着降水带再次向北移动，忠清道地区解除大雨警告。晚上9点开始，降水带再次南下，忠清南道北部（包括洪城郡、瑞山市、唐津市、泰安郡、礼山郡、牙山市、天安市）再次发布大雨预警。晚上11点开始，忠清北道北部地区（曾坪郡、丹阳郡、阴城郡、镇川郡、堤川市、忠州市）再次发布大雨警报。下午5点30分，江原道襄阳郡襄阳平地、高城郡高城平地、束草市束草平地发布大雨预警。晚上7点，江原道北部山区发布大雨警告。晚上11点40分，麟蹄郡麟蹄平地、襄阳平地、束草平地发布了大雨警报。
当天大雨主要集中在京畿道南部和江原道。从8号0点到9日24点的48小时内，部分地区降雨量超过500毫米。

### 8月10日
降水带继续向南移动，泰安郡瑞山市和忠清南道唐津市于0时30分发布暴雨警报。凌晨1点，仁川江华岛、江原道铁原郡、华川郡、京畿道坡州市、涟川郡、东豆川市、金浦市解除暴雨警报，江原道北部永西地区解除大雨警报，江原道江陵市江陵平原发布大雨警报。随着降水带继续南下，凌晨2点首尔江北、京畿道北部、江原北部岭西地区解除警报，世宗特别自治市、忠清北道槐山郡、清州市、忠清南道保宁市、青阳郡、公州市发布暴雨警报。凌晨2点30分，仁川广域市全境、首尔市全境及京畿道西部地区暴雨警报全部解除。受忠清道豪雨影响，世宗市、忠清南道大部分地区、忠清北道阴城郡、镇川郡、清州市发布了暴雨警报。凌晨3点，江原道北部和京畿道东部部分地区解除大雨预警，尚州市发布大雨警报。凌晨4点30分，全罗北道群山市发布大雨预警，京畿道大部分地区和江原道大部分地区解除预警。凌晨5点，京畿道安城市、利川市、平泽市剩余大雨预警区全部解除。
早上6点，大田广域市发布暴雨警报。7点30分，忠清南道舒川郡、扶余郡、论山市追加发布暴雨警报。上午9点，忠清北道沃川郡和報恩郡发布暴雨警报，全罗北道益山市、完州郡、全州市、完州郡、长水郡、镇安郡、金堤市升级至暴雨警报，南部地区升级至暴雨特别警报。上午10点，庆尚北道庆北东山地和奉化郡奉化平原发布暴雨警报，位于全罗北道和忠清南道交界处的益山市和群山市发布了暴雨警报，同时江原道地区解除暴雨警报。到下午，降水带再次向北移动。下午3点，全罗北道全面解除大雨警报。下午5点20分，保宁市发布暴雨预警，预警范围从此涵盖忠清南道全境。下午6时40分，于青岛雨云带再次发育，群山市再次发布暴雨警报。晚上7点30分，大雨警报再次扩大到镇安郡益山市和全罗北道完州郡。晚上8时40分，扶安郡金堤市和全罗北道全州市再次发布大雨警报。晚上10点10分，忠清北道槐山郡发布大雨预警，忠清北道大部分地区发布大雨预警。
当天大雨主要集中在忠清地区、庆尚北道北部部分地区及江原道永西南部地区。

### 8月11日
降水帶從凌晨開始向北移動，凌晨2點，楊平郡、驪州市、華城市、安城市、利川市、龍仁市、平澤市、烏山市等京畿东部、南部地区和江原道原州市、宁越郡再次发布了暴雨警报。凌晨3点，京畿道光州市、水原市、城南市和江原道洪川平地、横城郡再次发布暴雨警报。凌晨4點10分，大雨預警範圍擴大至江原道永西中部地區。凌晨4点40分，随着降水带北上，京畿道華城市和龍仁市發布大雨預警。凌晨5点10分，光州市、利川市和乌山市暴雨警报升级。凌晨5点40分，洪川平原发布大雨预警。
上午7点，降水帶突然減弱並南下，京畿道全區和江原道永西中部地區解除大雨預警。8点10分，群山市迎來每小时100毫米以上的大雨，群山市發布了大雨警報。隨後，8点30分，金堤市和扶安郡發布了大雨警報。 9点，江原道和忠清南道北部的大雨警報解除。10点，益山市發布了大雨警告。
中午12點10分，全罗北道井邑市、任实郡、茂朱郡、高昌郡再次发布了暴雨警报。随着全羅北道降雨增强，全州市于下午1點10分發布大雨預警。下午1点30分，由於忠清道大雨減弱，忠清全區暴雨預警減弱為大雨預警。另外，由於大雨整體減弱，下午3點全羅北道全區的暴雨預警也被弱化為大雨預警。下午4点，忠清全區大雨預警解除。下午6點10分，全羅北道大部分地區的大雨警報也被解除。晚上7點，全羅北道其他地區的大雨警報也解除，全國所有地区解除暴雨警報。
直至下午停雨，当天雨区主要集中在忠清北道、全羅北道和慶尚北道北部。

## 各地灾情

### 首尔

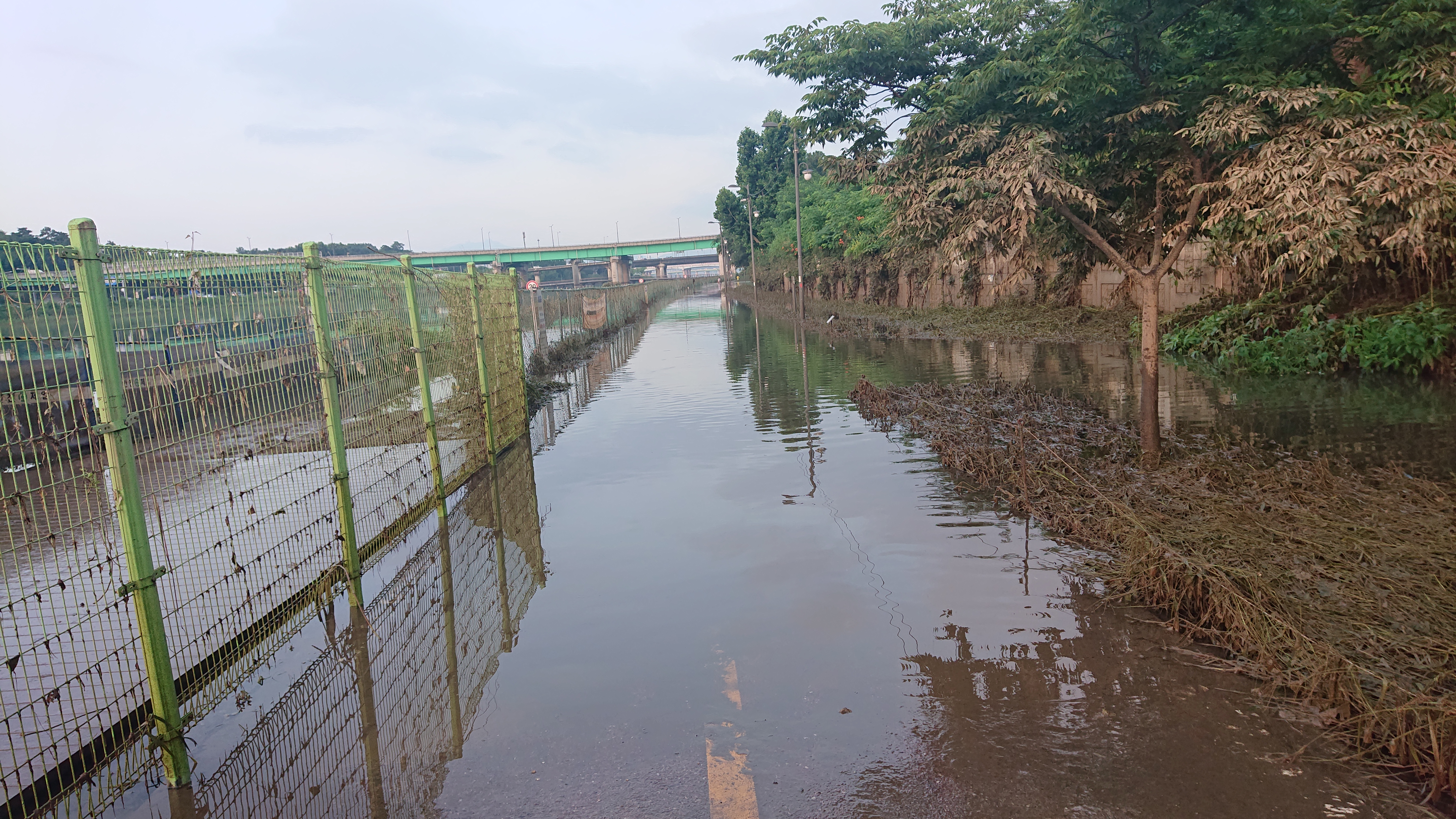
8月12日，汉江滨江自行车道近圣水大桥处被淹。

8月8日，国立中央图书馆被淹，主楼及数字图书馆于9日至10日临时关闭。
8日下午4时许，暴雨导致韩国投资证券总公司机房出现电力供应问题，家庭交易系统（HTS）和移动交易系统（MTS）下午开始出现连接问题，直至次日上午7点15分左右才恢复。公司表示会补偿在海外股票交易等方面遇到问题的客户。
8日晚9时左右，首尔江南地区被暴雨淹没。京釜高速公路盘浦出入口附近路段及江南站一带全部被淹，司乘人员紧急逃离。第二天雨水消退的时候，道路遗留下无人看管的公共汽车和汽车，造成当天上午的交通严重堵塞。仅江南一地就有2500多辆进口汽车及7600辆汽车受损，预计损失高达1000亿韩元。江南贫民窟九龙村有房屋浸水停电，141名居民被紧急疏散。
8日晚，阳川区新月洞出现巨坑，19名居民被紧急疏散到腹肌的呢敬老院。
8日晚9时左右，铜雀区舍堂洞远东公寓后方出现山体滑坡，造成20米高的山体滑落。事件无人伤亡。位于冠岳區的首爾大學也出现山体滑坡及大面积停电的状况。
8日晚9时26分左右，道林川被暴雨淹没，当地发出紧急疏散令。晚上11点10分，江南区炭川大谷桥水位上升至6.28米，紧急警报发出。晚上10点40分，由于道林川水灾，新林站一带警笛声响起，新林站一带鸣响警笛警报。晚上11时12分，冠岳区青龙洞的冠岳绿别墅发出山体滑坡危险警报，别墅居民紧急疏散到青龙洞居民中心。

### 仁川
8月8日白天，仁川每小时降雨量高达80多毫米，大部分地区被淹。截止到下午1点，当地共有44起暴雨灾害，南洞区九月洞、富平区富平警察局、富平区厅站等地水位达膝盖处，弥邹忽区及南洞区出现洪水。截至8日下午2时，雨灾报告件数超过79件。
仅8日一天，紧急救援服务就接到367个报警，其中包括救人请求。中区永宗洞有住宅附近的挡土墙坍塌，12户居民被紧急疏散。新浦国际市场出现雨水倒灌，60多家店铺受灾。南洞区第一市场也有数家店铺被淹。
仁川永宗岛的一家加油站在强风中受损，事件中无人员伤亡。

### 京畿道

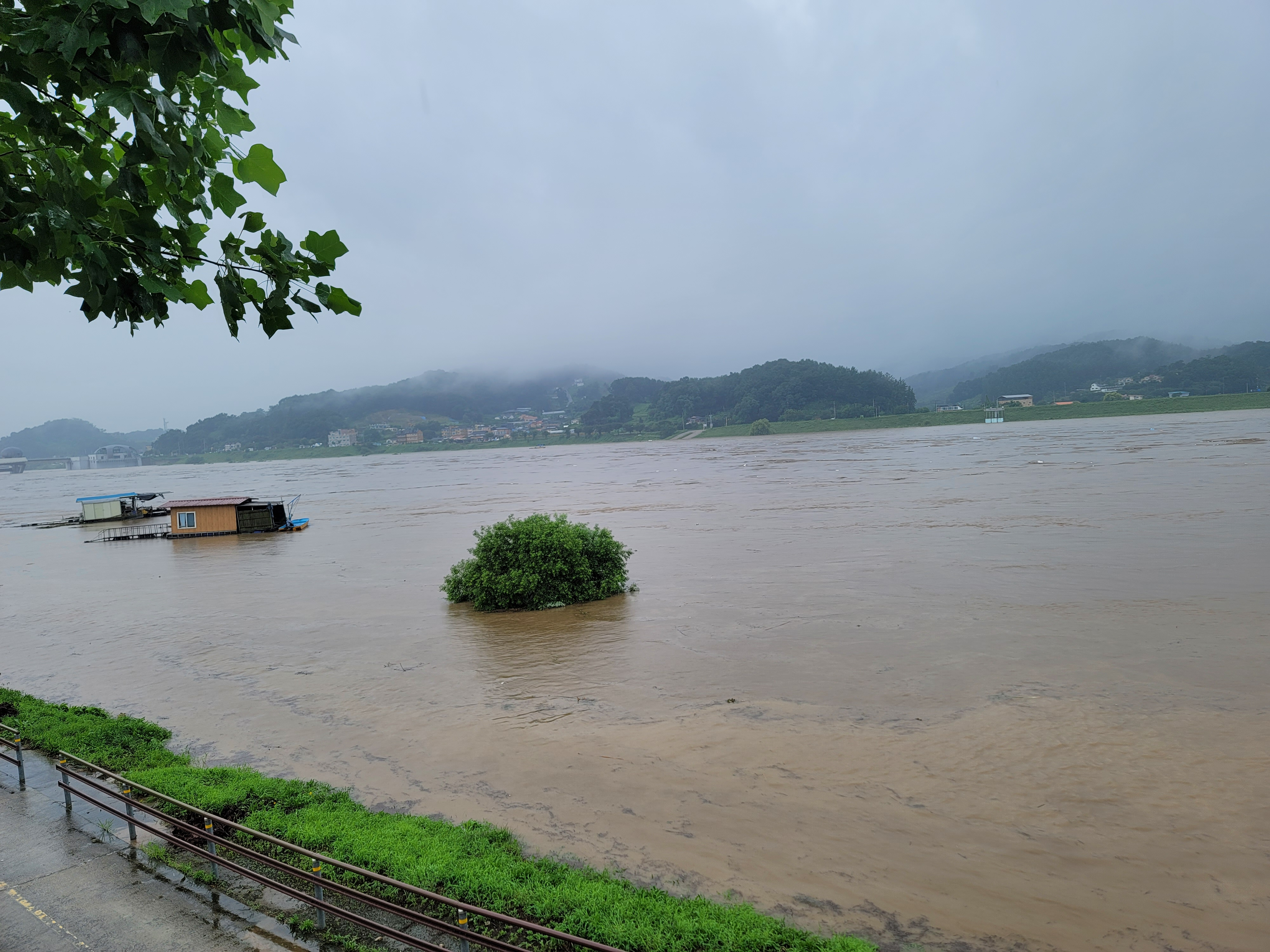
2022年8月9日，杨平郡暴雨导致汉江涨潮。

从8号下午6点开始，光明市每小时降雨量高达110毫米，造成大部分地区被淹。牧甘川和安養川也出现暴雨，光明洞、鐵山洞、下安洞出现下水道倒灌灾害，光明十字路口站附近道路因下水道倒灌被淹。
9日凌晨2点左右，城南市嘉泉大學运动场旁边的山坡（推测为灵长山）发生山体滑坡，土石流入侵跑道，无人受伤。
9日下午6点左右，高陽市德陽區三松洞昌陵川一座桥出现桥面坍塌，禁止通行。
河南市残疾人福利设施“河南希望之家”8日被完全冲走，18名居民紧急疏散。
广州市从8日下午开始逐渐下雨，9日因暴雨遭受了巨大损失。由于当地属于未开发的地区，加上雨线停滞，仅当地就有7人死亡、12人失踪、5人以上重伤，房屋等建筑物被洪水破坏的事故高达218起。在松亭洞和丹峰洞，累计最大暴雨量为535.5毫米。此外，由于直东隧道和李培材隧道出口被山体滑坡的泥沙堵塞，广州市内巴士途径两条隧道开往牡丹站的32-1路、32路、320路，途径李培材隧道的31-2路和31-3路暂时停运。直东隧道附近出现了2公里左右的交通拥堵。另外，9号广州南漢山城面黔伏里一带发生山体滑坡，村庄被围困，救援工作紧急展开。经过20小时的抢修，通往南汉山城面的通道开通，在山上无法撤离的居民获救。
9日的强降雨导致楊平郡全水三里山体滑坡，往村里的道路完全被毁，约30户人家被围困。另有多处村庄因山体滑坡或洪水而被围困。
截至9日上午9时，平澤市西炭面出现206.5毫米降水，报告房屋被淹6起、道路被淹5起、树木倒塌3起。流经安城市和平泽市的安城川水位上升至洪水预警，10日上午7点30左右解除。

### 江原道
8日晚至9日晚7点，江原道降下暴雨，中心点嶺西地方各地录得超过200毫米的大雨，其中橫城郡277毫米、鐵原郡219毫米、洪川郡217毫米。8日的雨区集中在主要在岭西地方北部铁原郡、华川郡等地。随着狭窄的直线降水带向南下降，9日雨区集中在岭西地方南部原州市、横城郡等地。为此，韩国林务厅于9日上午11点将江原道山体滑坡危机警告从“注意”上调为“警告”。
由于8日下午持续大雨，昭陽江水壩于9日中午左右开始泄洪。由于降水量不如预期，泄洪时间推迟到了10日下午3点。10日，考虑到汉江下游水位可能会上升，泄洪时间再次推迟至11日下午3点。
鐵原郡東松邑梧池里8日河水泛滥，房屋被淹，消防队救出两人。在二坪里，有加油站地下室被淹。在上老里土墙溪，有车辆因河水突然上涨被困，消防队救出4人。
橫城郡一名70多岁的老人被山体滑坡冲走。寧越郡一名60多岁的妇女在漂流时遇难，部分停放汽车消失，农场、房屋、谷仓及人参田被淹，造成财产和农作物损失。
8月9日，灾区主要集中在原州和平昌，两地降雨量超过100毫米，其中原州累积降雨量超过111.2毫米，原州川从凌晨4点30分开始泛滥，造成车辆损坏。文幕桥地区发布了洪水警报；受蟾江溢流影响，文幕桥下的文幕公园的高尔夫球场也被淹。此外，原州地正面的农场和露营地也被淹，興業面有道路因山体滑坡堵塞，需进行紧急疏通，神林面城区河流倒流，农场及温室大棚被淹没。平昌郡出现泥土和碎屑外流的破坏。
9日晚大雨造成江陵市王山面大基里一处露营地桥梁因河水水位上升而堵塞，约100人被困。
受10日持续的大雨影响，横城郡晴日面粟实里凌晨4点左右发生山体滑坡，7户8人获救。

### 忠清道
8月10日起，随着暴雨南下，忠清道地区也开始遭受重创。大田广域市甲川连接滨水公园及儒林公园的大桥受损。忠清南道消防局唐津消防署局长金延相视察唐津市受灾地区。
10日，大田广域市各地发生破坏。凌晨5点40分左右，大德区新滩津洞一所房子的院子浸水，一对夫妇撤离。在清州，兴德洞仓库大楼的地下室被淹。随着무심천流量增大，凌晨3点40分左右，河道的整个路段被封闭。
、
8月11日，忠清道多处受灾。大田广域市儒城区九則洞有井盖被打开，消防部门出动。在中区大寺洞，一棵树倒在路上，堵塞了道路。在舒川郡，山体滑坡导致竖井倒塌。在牙山市和天安市，路边的树木倒卧在道路上。青陽郡飞凤面，34名居民因倾盆大雨被疏散。世宗特別自治市鳥致院邑新兴十字路口有竖井坍塌道路被淹。在芙江面，有道路竖井倒塌。清州市兴德区一栋公寓楼的地下停车场积水，消防员和居民参与排水。五松邑地下通道溢水，需要紧急排水。
忠清南道实施道路管制，禁止车辆进入5处岸边停车场、洗越五桥和1个滨江人行道。忠清北道清州无心川河河道和曾平弥安桥河道也受到管控。在大田广域市，대동천 (대전)的文昌市场和Root Park停车场的出入受到管制。
截至12日，忠清道有481个农场和465公顷农田被淹。

### 全罗道
伴随雨带南下，全罗北道也于8月11日降下暴雨。益山市、群山市、扶安郡、金堤市等地发出暴雨警告，其中群山每小时降雨量达100毫米，道路和商业街被淹，农作物受损。截至12日，群山市有3人受灾，181栋建筑物被淹。秀松洞街道被水淹没，住宅和商铺被淹，1辆车受损。在群山工业园，面对每小时82.5毫米的降雨，工业园区内的工厂被淹。

## 影响

### 傷亡情況

#### 首爾
首爾特別市共有7人死亡。
在首爾冠岳區新林洞，8月8日晚上9點06分左右，三名被困半地下室住户通過熟人报警，但全部死亡。同日下午6時50分左右，在首爾銅雀區，一名正在清理倒下的行道樹的60多歲員工在傾盆大雨中喪生，死因被認為是觸電。 同日下午5時40分，铜雀区有房屋被淹，1人死亡。
在瑞草區瑞草洞的一個沙井中失踪的40多歲男子和50多歲女子、40多歲男子和50多歲女子於8日晚被發現死亡。此外，8日在瑞草洞地下停車場失踪的一名男子於11日下午6點被警方認定為死亡。

#### 京畿道
8月8日中午左右，在京畿道始兴市新川洞某写字楼施工现场，一名50多岁的中国籍男子在暴雨中用磨床切割钢筋时触电身亡。
9日凌晨4时27分，华城市一间工厂的住宿用集装箱遭山体滑坡冲走，一名40多岁的中国公民死亡。
京畿道廣州從8日下午開始逐漸下雨，但9日因大雨而遭受重創。僅在廣州，就有2人死亡、2人失踪、2人重傷，報告房屋和建築物受洪水破壞218起。

### 交通设施

#### 铁路
首都圈电铁1号线京仁线区间大部分路段被淹。东仁川站和济物浦站录得每小时80毫米的暴雨，附近道路及建筑物被淹 。而在下午1点左右，朱安站通往道禾站的两条下行线路被淹，列车晚点20多分钟，直至雨水退却后恢复运行。此外，波拉美站和江南站也被淹，列车不停站通过。
8日晚9点50分左右，首尔地铁7号线梨水站天花板坍塌，列车不停站通过。1号线新吉站地下商业街漏水。首尔地铁9号线铜雀站晚上10点50分左右被淹，鷺得站到砂平站的7个车站被关闭，列车不停靠，直至9号下午2点多才恢复正常，期间特快列车同步停运。
2号线三成站、舍堂站、宣陵站，3号线大峙站、7号线上道站、梨水站、光明十字路口站出现漏水和浸水灾害，列车不停站通过。1号线永登浦站也被淹，下行服务停运。京仁线梧柳洞站被淹，列车晚点。1号线衿川区厅站出现信号障碍，列车晚点。1号线龙山站仁川方向列车5号站台自动扶梯天花板漏水。
9日下午6点左右，地铁3号线元堂站线路浸水，三松站至大化站段停运，7点左右恢复。

#### 道路
8月8日，国道3号漣川郡瓦草里至新西路口路段被淹，山泥倾斜而下，道路被临时封闭。此外，首尔汉江及中浪川水位暴涨，临近的东部干线道路全段（连接地下车道~圣水JC）于8日下午6点30分起全面封闭。下午1点30分左右，首尔东大门区祭基洞站附近的人行道出现长1米、宽50厘米、深60厘米的大坑。内部循环路麻将坡至城东出入口路段也被封闭。
从8日晚开始，江南站一带的道路和车道都被水淹没，良才站一带水位上升至整个车轮高。
从8月8日晚10点12分开始，汉江水位急剧上涨，行人及车辆暂停进入潜水桥。两天后首尔暴雨有所减弱，潜水桥一带仍然被淹，道路维持管控。
8月8日晚8点左右，京釜高速公路首尔收费站排水站堵塞，部分道路被淹，双向32车道仅有8个车道可通行。此外，首尔地下会合服务区因被洪水淹没停止运营，随后恢复。8月9日午夜时分，龍仁首爾高速公路东滩方向哈山隧道入口处山崩，路过车辆需绕行到西板桥出入口。
8月9日，暴雨导致八堂坝泄洪量增加，当天奧林匹克大路汝矣上下游出入口全天候管控。从2点45分开始，盐仓出入口至国立顯忠院路段全面封闭。凌晨4点40分开始，江邊北路麻浦大橋至漢江大橋路段双向管控。至于前一天管控的东部干线公路，从9日凌晨2时25分开始，水落地下车道至君子桥路段恢复通行。江边北路麻浦大桥和汉江大桥双向路段于上午7点50分恢复通行。
9日凌晨5点左右，地方道第407线春川市新北邑龍山里路段被数百吨落实及泥沙掩盖，暂时封闭。5点40分，东部干线公路再度交通管制。东部干线和内部循环路10日早上6时40分才重新开放。然而由于汉江上游大坝泄洪导致汉江水位再次上升，但是，由于汉江上游大坝的泄洪，汉江水位再次上升，内部循环路麻将坡出入口至城东路口及东部干线君子桥至城东交界段从下午6点40分起再度管控。
8月10日，大田地区的暴雨导致中部高速公路南二分岔口附近一条宽40厘米、长60厘米的道路受损，20余辆汽车被困。没有人员伤亡。
8月11日下午3时30分，由于八堂坝泄洪，奥林匹克大路至加陽大橋至銅雀大橋段再次双向管控。

### 文物损失
据韩国文化財廳8月11日通报，8日至11日下午5点，此次暴雨造成全国48处国家指定文化财产受损。
韩国天然纪念物第59号首尔文庙银杏树树枝在暴风雨中折断。首尔江南区大韩民国史迹第199号獻仁陵停车场被淹，部分墓葬因暴雨受损。首尔瑞草区的大韩民国史迹第194号獻仁陵观摩路被淹，树木遭连根拔起。
位于京畿道光州的世界遗产、史迹第194号南汉山城因大雨而受损。
被指定为大韩民国国宝的安城客舍部分倒塌。此外，被指定为第12号史迹的公州公山城在镇南路附近坍塌，紧急修复工作已经开展。

## 反应
8月8日，大韓民國總統尹錫悦表示，他在首爾瑞草洞的家周圍被淹，無法上班，8月9日，在親自視察首爾冠岳區水災事故現場後，他在韓國總統室召開了應對暴雨的緊急會議。8月9日，韓國國務總理韩悳洙視察了首爾漢江防汛中心、九龍村、銅雀站，視察了受災恢復情況，由行政安全部長官李祥敏主持的中央災害安全對策本部向首都圈內的行政機關和公共企業宣布，將調整8月9日至11日的工作時間，並要求民營企業積極調整工作時間。
首爾市長吳世勳於8月8日確認洪災後於晚上9點55分返回首爾市政府，並收到了洪災對策辦公室的洪災報告。 8月9日，他視察了首爾銅雀區沙堂洞公寓大樓的洪災現場。8月10日，他決定修改禁止地下和半地下住宅的建築法，並推動“半地下住宅日落系統”，這將長期淘汰首爾所有20萬座地下和半地下住宅。京畿道知事金東兗於8月9日視察了京畿道龍仁市五穀洞受災現場，視察了受災情況。光州市長方世煥9日凌晨出席光州災害安全對策本部緊急會議，並視察了受災現場。
8月10日，聯合國秘書長安東尼奧·古特雷斯向洪水災民表示哀悼。同日，日本首相岸田文雄發文稱，“對韓國的水災深感悲痛，祝愿早日度過困難。”
多位艺人为灾民捐款，其中劉在錫、PSY、金憓秀各捐韓幣1億元，金高銀、韓志旼和WINNER隊長姜昇潤各捐5000萬元；朴珍榮捐出3000萬元；Oh My Girl成員Arin、姜泰伍、任時完各捐2000萬元；尹世雅、柳炳宰、WINNER成員金秦禹和朴娜勑各捐1000萬元。